# Abarth 695 Edizione Maserati
Abarth 695 Edizione Maserati — городской автомобиль, выпускаемый итальянским автопроизводителем Fiat Automobiles под брендом Abarth с 2012 года.

## Описание
Abarth 695 Edizione Maserati оснащён 1,4-литровым рядным четырёхцилиндровым бензиновым двигателем с турбонаддувом Garrett 1446 объёмом 1368 см3, мощностью 132 кВт (180 л. с.) и крутящим моментом 250 Н·м при 5500 об/мин. Привод подаётся на передние колёса с помощью пятиступенчатой полуавтоматической трансмиссии Abarth Competizione C510. Переключение осуществляется с помощью подрулевых переключателей на рулевом колесе.
Также автомобиль оснащён гидроусилителем руля, «заниженным» кузовом и легкосплавными 17-дюймовыми дисками с шинами 205/40 R17. Отделка салона кожаная.
Передние тормоза дисковые вентилируемые, а задние — перфорированные. До 100 км/ч автомобиль разгоняется за 6,95 секунды.
Максимальная скорость 225 км/ч. Расход топлива составляет 6,5 л на 100 км. Выбросы CO2 151 г/км.